# Trimma mendelssohni
Trimma mendelssohni és una espècie de peix de la família dels gòbids i de l'ordre dels perciformes.

## Morfologia
- Els mascles poden assolir 2,5 cm de longitud total.[4][5]

## Hàbitat
És un peix marí de clima tropical i associat als esculls de corall fins als 2-20m de fondària.

## Distribució geogràfica
Es troba des del Golf d'Aqaba fins a Madagascar i el nord de Maurici.